# Amanda Seyfried
Amanda Michelle Seyfried (Allentown, Pensilvania, 3 de diciembre de 1985) es una actriz, cantante y modelo estadounidense. 
Comenzó a modelar a los once años y se aventuró a actuar a los quince años con papeles recurrentes como Lucy Montgomery en la telenovela de CBS As the World Turns (1999-2001) y Joni Stafford en la telenovela de ABC All My Children (2003). Seyfried saltó a la fama tras su debut cinematográfico en la comedia para adolescentes Mean Girls (2004) y su papel recurrente como Lilly Kane en la serie de televisión de UPN Veronica Mars (2004-2006). Luego tuvo papeles secundarios en películas independientes como Nine Lives (2005) y Alpha Dog (2006), e interpretó a Sarah Henrickson en la serie dramática de HBO Big Love (2006-2011).
Seyfried ha aparecido en varias películas exitosas, incluida Mamma Mia! (2008) y su secuela de 2018, Solstice (2008), Jennifer's Body (2009), Chloe (2009), Dear John (2010), Letters to Juliet (2010), Red Riding Hood (2011), In Time (2011), Ido (2012), Lovelace (2013), The Big Wedding (2013), A Million Ways to Die in the West (2014), Ted 2 (2015), Pan (2015), Fathers and Daughters (2016), First Reformed (2017), The Clapper (2017), Anon (2018), Gringo (2018), The Art of Racing in the Rain (2019) y Things Heard & Seen (2021). También ha hecho ocasionalmente trabajos de doblaje en películas de animación, como Pan (2015) y Scoob! (2020).
Por su papel en la película musical Les Misérables (2012), Seyfried ganó el Premio Satellite al mejor reparto de una película y fue nominada al Premio del Sindicato de Actores por mejor interpretación de un reparto en una película. Por su interpretación de la actriz Marion Davies en la película biográfica Mank (2020), Seyfried recibió nominaciones para el Premio de la Crítica Cinematográfica, el Globo de Oro y el Óscar a la mejor actriz de reparto.

## Primeros años
Amanda Michelle Seyfried nació el 3 de diciembre de 1985 en Allentown (Pensilvania). Su madre Ann es terapeuta y su padre, Jack, farmacéutico. Seyfried tiene una hermana mayor, Jennifer, quien es la cantante del grupo de Filadelfia Love City. Tiene ascendencia alemana. Se crio en su ciudad natal, y asistió a la escuela William Allen High School, graduándose en 2003. Posteriormente, ingresó en la Universidad Fordham de Nueva York. Desde pequeña mostró talento para la actuación, llegando a ser modelo para anuncios de productos para pequeños con problemas mentales y, además, tomó clases de canto. Se inició como modelo cuando tenía once años, y fue la imagen de tres libros de Francine Pascal.

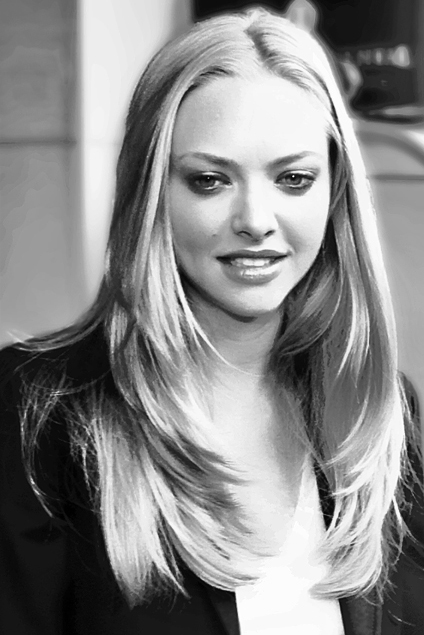
Seyfried en el Festival Internacional de Cine de Toronto de 2009.

## Carrera
Debutó como modelo a los once años y como actriz a los quince.
Su carrera como actriz comenzó en 1999 cuando obtuvo el papel de Lucy Montgomery en la serie As The World Turns, trabajando en veintisiete episodios de 1999 al 2001. También actuó en la telenovela estadounidense All My Children. En 1999 participó del episodio 5 temporada-6 de La Ley y el Orden UVE en 2002 y 2003.
En 2004 audicionó para los papeles de Regina George o de Cady Heron en la película Mean Girls que finalmente personificaron las actrices Rachel McAdams y Lindsay Lohan, respectivamente. Seyfried dio vida, finalmente, a Karen Smith. Ese mismo año también trabajó en un episodio de la serie Law & Order: Special Victims Unit como estrella invitada.
En 2005, apareció en un episodio de la serie Dr. House. También participó en la película Nueve vidas y en el drama American Gun, coprotagonizado por Marcia Gay Harden, Forest Whitaker y Donald Sutherland.
Un año después, en 2006, tuvo un papel secundario en la película Alpha Dog y participó en el cortometraje Gypsies, Tramps & Thieves. También participó en las series Wildfire y CSI: Crime Scene Investigation y Justice.
Desde 2004 trabajó en la primera temporada de la serie Veronica Mars protagonizada por Kristen Bell en un total de doce episodios, donde interpretó a Lilly.
Seyfried elevó su estatus de actriz de Hollywood en 2008 al actuar en el papel de Sophie Sheridan en la comedia musical Mamma Mia!, junto a los actores Meryl Streep, Pierce Brosnan y Colin Firth, entre otros. Ese mismo año, trabajó también en el cortometraje Official Selection y en la película Solstice.
En 2009 su popularidad aumentó al ser coprotagonista, junto a la actriz Megan Fox, de la película de comedia y terror Jennifer's Body, donde interpretó a Needy Lesnicki. Ese mismo año también estrenó la película Chloe, junto a la actriz Julianne Moore, y participó en la película Boogie Woogie como Paige Oppenheimer.
Las películas que protagonizó en 2010 recibieron críticas variadas, sin embargo fueron aclamadas por el público y arrasaron en taquilla. En Cartas a Julieta compartió cartel junto al actor Gael García Bernal, interpretando a Sophie. En la película Querido John interpreta al personaje Savannah Lynn Curtis y está basada en la novela homónima de Nicholas Sparks. Fue ese mismo año cuando finalizó su participación como Sarah Henrickson en la serie Big Love, en la que aparecía desde el 2006. En 2011 volvió para participar en el último episodio de la serie.
En 2011 protagonizó la película Red Riding Hood interpretando a Valerie (Caperucita Roja). Junto a Justin Timberlake también protagonizó la película In Time haciendo el personaje de Sylvia Weis. Además actuó en la película A Bag of Hammers como Amanda.
En 2012 protagonizó la película Gone, haciendo el personaje de Jill Conway. También participó en la adaptación de la obra musical Los Miserables, interpretando a Cosette en su versión adulta. Esta última película tuvo un gran éxito de crítica y taquilla, siendo nominada al Óscar a mejor película en 2013.
En 2013 protagonizó la película de comedia romántica The Big Wedding dando vida a Missy O'Connor y compartiendo cartel junto a actores como Robert De Niro, Robin Williams, Diane Keaton o Susan Sarandon, entre otros. Ese mismo año, prestó su voz para el personaje de Mary Katherine en la película de animación de 20th Century Fox Epic. También apareció en la película The End of Love como ella misma, y en la película biográfica Lovelace, donde interpretó a Linda Lovelace, actriz pornográfica estadounidense de los años setenta.
En 2014 apareció en Mil maneras de morder el polvo, una comedia de wéstern en la cual comparte cartel con Seth MacFarlane, Charlize Theron y Liam Neeson, entre otros. También participó en la película Mientras seamos jóvenes, junto a Ben Stiller y Naomi Watts, y en el cortometraje Dog Food.
Durante el año 2015 estrenó cuatro películas. Participó en Ted 2 como Samantha, en Pan: Viaje a nunca jamás como Mary, en De padres a hijas como Katie y en Navidades, ¿bien o en familia?.

## Vida personal
Desde 2008 hasta 2010, mantuvo una relación sentimental con su compañero de reparto en la película Mamma Mia! Dominic Cooper.
En 2013, empezó un noviazgo con el también actor Justin Long que duró 2 años.
A principios de 2016, empezó una relación con Thomas Sadoski, compañero suyo en la película The Last Word. En septiembre la pareja confirmó su compromiso matrimonial, y un mes más tarde la actriz apareció en un evento con un ajustado vestido que dejaba ver su incipiente embarazo. El 30 de noviembre de 2016, la pareja anunció que estaban esperando su primer hijo. El 24 de marzo de 2017, la pareja anunció el nacimiento de su hija Nina. Se casaron ese mismo mes. En septiembre de 2020 se confirmó el nacimiento de su segundo hijo, un varón.
En 2018 reconoció que padece TOC, ataques de ansiedad, pánico y miedo escénico, que con adecuada ayuda le permiten llevar una satisfactoria vida laboral y personal.

## Filmografía

### Cine
| Año  | Título                            | Papel                       | Notas                        |
| ---- | --------------------------------- | --------------------------- | ---------------------------- |
| 2004 | Mean Girls                        | Karen Smith                 |                              |
| 2005 | Nine Lives                        | Samantha                    |                              |
| 2005 | American Gun                      | Mouse                       |                              |
| 2006 | Alpha Dog                         | Julie Beckley               |                              |
| 2006 | Gypsies, Tramps & Thieves         | Chrissy                     | Cortometraje                 |
| 2008 | Solstice                          | Zoe                         |                              |
| 2008 | Mamma Mia!                        | Sophie Sheridan             |                              |
| 2008 | Official Selection                | Emily                       | Cortometraje                 |
| 2009 | Boogie Woogie                     | Paige Oppenheimer           |                              |
| 2009 | Jennifer's Body                   | Anita «Needy» Lesnicki      |                              |
| 2009 | Chloe                             | Chloe Sweeney               |                              |
| 2010 | Dear John                         | Savannah Lynn Curtis        |                              |
| 2010 | Letters to Juliet                 | Sophie Hall                 |                              |
| 2011 | Red Riding Hood                   | Valerie                     |                              |
| 2011 | A Bag of Hammers                  | Amanda Beekler              | Cameo                        |
| 2011 | In Time                           | Sylvia Weis                 |                              |
| 2012 | Gone                              | Jillian «Jill» Conway       |                              |
| 2012 | Les Misérables                    | Cosette                     |                              |
| 2012 | The End of Love                   | Ella misma                  | Cameo                        |
| 2013 | The Big Wedding                   | Melissa «Missy» O'Connor    |                              |
| 2013 | Epic                              | Mary Katherine «M.K.» Bomba | Voz                          |
| 2013 | Lovelace                          | Linda Lovelace              | También productora ejecutiva |
| 2014 | A Million Ways to Die in the West | Louise                      |                              |
| 2014 | Unity                             | Narradora                   | Documental                   |
| 2014 | Dog Food                          | Eva                         | Cortometraje                 |
| 2014 | While We're Young                 | Darby Massey                |                              |
| 2015 | Fathers and Daughters             | Katie Devis                 |                              |
| 2015 | Ted 2                             | Samantha Leslie Jackson     |                              |
| 2015 | Pan                               | Mary Darling                |                              |
| 2015 | Love the Coopers                  | Ruby Bailey                 |                              |
| 2017 | The Clapper                       | Judy                        |                              |
| 2017 | The Last Word                     | Anne Sherman                | También productora ejecutiva |
| 2017 | First Reformed                    | Mary Mensan                 |                              |
| 2018 | Gringo                            | Sunny                       |                              |
| 2018 | Anon                              | La chica / Anon             |                              |
| 2018 | Mamma Mia! Here We Go Again       | Sophie Sheridan             |                              |
| 2019 | The Art of Racing in the Rain     | Eve Smith                   |                              |
| 2020 | ¡Scooby!                          | Daphne Blake                | Voz                          |
| 2020 | Mank                              | Marion Davies               |                              |
| 2020 | You Should Have Left              | Susanna Conroy              |                              |
| 2021 | Things Heard and Seen             | Catherine Claire            |                              |
| 2021 | A Mouthful of Air                 | Julie Davies                | También productora           |
| 2023 | Seven Veils                       | Jeanine                     |                              |
| 2024 | I Don't Understand You            | Candice                     |                              |

### Televisión
| Año       | Título                            | Papel                           | Notas                                                                                            |
| --------- | --------------------------------- | ------------------------------- | ------------------------------------------------------------------------------------------------ |
| 1999–2001 | As the World Turns                | Lucinda Marie "Lucy" Montgomery | Papel recurrente; 27 episodios                                                                   |
| 2002–2003 | All My Children                   | Joni Stafford                   | Papel recurrente; 3 episodios                                                                    |
| 2004      | Law & Order: Special Victims Unit | Tandi McCain                    | Episodio: "Outcry"                                                                               |
| 2004–2006 | Veronica Mars                     | Lilly Kane                      | Papel recurrente; 12 episodios                                                                   |
| 2005      | Dr. House                         | Pam                             | Episodio: "Detox"                                                                                |
| 2006      | Justice                           | Ann Juliette Diggs              | Episodio: "Pretty Woman"                                                                         |
| 2006      | Wildfire                          | Rebecca                         | Papel recurrente; 5 episodios                                                                    |
| 2006      | CSI: Crime Scene Investigation    | Lacey Finn                      | Episodio: "Rashomama"                                                                            |
| 2006–2011 | Big Love                          | Sarah Henrickson                | Papel principal; 44 episodios (temporadas 1-4 como regular) (temporada 5 como invitada especial) |
| 2008      | American Dad                      | Amy                             | Voz, episodio: "Escape from Pearl Bailey"                                                        |
| 2017      | Twin Peaks                        | Becky Burnett                   | Papel recurrente; 4 episodios                                                                    |
| 2022      | The Dropout                       | Elizabeth Holmes                | Protagonista; 8 episodios (miniserie)                                                            |
| 2023      | The Crowded Room                  | Rya Goodwin                     | Protagonista; 10 episodios                                                                       |
| 2024      | The Simpsons                      | Dra. Lori Spivak                | Voz; episodio: «Frinkenstein's Monster»                                                          |
| TBA       | Long Bright River                 | Mickey                          |                                                                                                  |

## Discografía

### Colaboraciones
| Año  | Tema                                                                                  | Posición             | Posición            | Posición           | Álbum                                                         |
| Año  | Tema                                                                                  | Bandera de Australia | Bandera de Portugal | Bandera de Noruega | Álbum                                                         |
| ---- | ------------------------------------------------------------------------------------- | -------------------- | ------------------- | ------------------ | ------------------------------------------------------------- |
| 2008 | «Honey, Honey» (con Ashley Lilley y Rachel McDowall)                                  | 11                   |                     | 50                 | Mamma Mia! The Movie Soundtrack Featuring the Songs of ABBA   |
| 2008 | «Our Last Summer» (con Colin Firth, Pierce Brosnan, Stellan Skarsgård y Meryl Streep) |                      |                     |                    | Mamma Mia! The Movie Soundtrack Featuring the Songs of ABBA   |
| 2008 | «Lay All Your Love on Me» (con Dominic Cooper)                                        |                      |                     |                    | Mamma Mia! The Movie Soundtrack Featuring the Songs of ABBA   |
| 2008 | «Gimme! Gimme! Gimme! (A Man After Midnight)» (con Ashley Lilley y Rachel McDowall)   |                      | 11                  |                    | Mamma Mia! The Movie Soundtrack Featuring the Songs of ABBA   |
| 2008 | «The Name of the Game»                                                                |                      |                     |                    | Mamma Mia! The Movie Soundtrack Featuring the Songs of ABBA   |
| 2008 | «Slipping Through My Fingers» (con Meryl Streep)                                      |                      |                     |                    | Mamma Mia! The Movie Soundtrack Featuring the Songs of ABBA   |
| 2008 | «I Have a Dream»                                                                      |                      |                     |                    | Mamma Mia! The Movie Soundtrack Featuring the Songs of ABBA   |
| 2008 | «Thank You for the Music»                                                             |                      |                     |                    | Mamma Mia! The Movie Soundtrack Featuring the Songs of ABBA   |
| 2008 | «I Have a Dream» (Prologue)                                                           |                      |                     |                    |                                                               |
| 2008 | «I Do, I Do, I Do, I Do, I Do» (con el elenco de Mamma Mia!)                          |                      |                     |                    |                                                               |
| 2008 | «Mamma Mia (Reprise)» (con el elenco de Mamma Mia!)                                   |                      |                     |                    |                                                               |
| 2008 | «Dancing Queen (Reprise)» (con el elenco de Mamma Mia!)                               |                      |                     |                    |                                                               |
| 2008 | «Waterloo» (con el elenco de Mamma Mia!)                                              |                      |                     |                    |                                                               |
| 2010 | «Amanda's Love Song»                                                                  |                      |                     |                    | PostTheLove                                                   |
| 2010 | «Little House» (con Marshall Altman)                                                  |                      |                     |                    | Querido John Soundtrack                                       |
| 2011 | «L'il Red Riding Hood»                                                                |                      |                     |                    | Red Riding Hood Soundtrack                                    |
| 2012 | «In My Life / A Heart Full of Love» (con Eddie Redmayne y Samantha Barks)             |                      |                     |                    | Los Miserables: Highlights from the Motion Picture Soundtrack |
| 2012 | «One Day More» (con el elenco de Los Miserables)                                      |                      |                     |                    | Los Miserables: Highlights from the Motion Picture Soundtrack |
| 2012 | «The Final Battle» (con estudiantes y elenco de Los Miserables)                       |                      |                     |                    | Los Miserables: Highlights from the Motion Picture Soundtrack |
| 2012 | «Epilogue» (con el elenco de Los Miserables)                                          |                      |                     |                    | Los Miserables: Highlights from the Motion Picture Soundtrack |

### Vídeos musicales
| Año  | Tema                                        | Director |
| ---- | ------------------------------------------- | -------- |
| 2008 | Gimme! Gimme! Gimme! (A Man After Midnight) |          |
| 2011 | L'il Red Riding Hood                        |          |

## Premios y nominaciones
| Año  | Premio                                                  | Categoría                                    | Trabajo          | Resultado                                                                               |
| ---- | ------------------------------------------------------- | -------------------------------------------- | ---------------- | --------------------------------------------------------------------------------------- |
| 2005 | MTV Movie                                               | Mejor Equipo en Pantalla                     | Mean Girls       | Ganadora (compartido con Lindsay Lohan, Rachel McAdams y Lacey Chabert)                 |
| 2005 | Leopardo de Bronce                                      | Mejor Actriz                                 | Nine Lives       | Ganadora (compartido con el reparto femenino*)                                          |
| 2005 | Gotham Awards                                           | Mejor Reparto                                | Nine Lives       | Nominada**                                                                              |
| 2009 | People's Choice                                         | Reparto Favorito                             | Mamma Mia!       | Nominada (compartido con Meryl Streep, Pierce Brosnan, Stellan Skarsgård y Colin Firth) |
| 2009 | Premios MTV Movie                                       | Mejor Actuación Revelación                   | Mamma Mia!       | Nominada                                                                                |
| 2010 | Convención ShoWest                                      | Estrella Revelación Fememina del Año         | Ella misma       | Ganadora                                                                                |
| 2010 | Premios MTV Movie                                       | Mejor Interpretación Asustada Como la M****a | Jennifer's Body  | Ganadora                                                                                |
| 2010 | Premios MTV Movie                                       | Mejor Actuación Femenina                     | Dear John        | Nominada                                                                                |
| 2010 | Teen Choice Awards                                      | Química                                      | Dear John        | Nominada (compartido con Channing Tatum)                                                |
| 2010 | Teen Choice Awards                                      | Actriz de Película: Drama                    | Dear John        | Nominada                                                                                |
| 2010 | Teen Choice Awards                                      | Actriz de Película: Comedia Romántica        | Cartas a Julieta | Nominada                                                                                |
| 2012 | National Board of Review                                | Mejor Reparto***                             | Los Miserables   | Ganadora                                                                                |
| 2012 | Asociación de la Elección de la Crítica Cinematográfica | Mejor Actuación por un Reparto***            | Los Miserables   | Nominada                                                                                |
| 2012 | San Diego Film Critics Society Award                    | Mejor Actuación por un Reparto               | Los Miserables   | Nominada                                                                                |
| 2012 | Premios Phoenix Film Critics Society                    | Mejor Actuación por un Reparto               | Los Miserables   | Nominada                                                                                |
| 2020 | Chicago Film Critics Association                        | Mejor actriz secundaria                      | Mank             | Nominada                                                                                |
| 2020 | Dallas-Fort Worth Film Critics Association Award        | Mejor actriz de reparto                      | Mank             | Ganadora                                                                                |
| 2021 | Alliance of Women Film Journalists’ EDA Awards          | Mejor actriz de reparto                      | Mank             | Nominada                                                                                |
| 2021 | St. Louis Film Critics Association                      | Mejor actriz de reparto                      | Mank             | Nominada                                                                                |
| 2021 | London Film Critics' Circle Awards                      | Mejor actriz secundaria                      | Mank             | Nominada                                                                                |
| 2021 | Asociación de Críticos de Hollywood                     | Mejor actriz de reparto                      | Mank             | Nominada                                                                                |
| 2021 | Premios AACTA                                           | Mejor actriz internacional de reparto        | Mank             | Nominada                                                                                |

### Óscar
| Año  | Premio        | Categoría               | Trabajo | Resultado |
| ---- | ------------- | ----------------------- | ------- | --------- |
| 2021 | Premios Óscar | Mejor actriz de reparto | Mank    | Nominada  |

### Critics Choice Awards
| Año  | Premio                                | Categoría               | Trabajo | Resultado |
| ---- | ------------------------------------- | ----------------------- | ------- | --------- |
| 2021 | Premios de la Crítica Cinematográfica | Mejor actriz de reparto | Mank    | Nominada  |

### Critics Television Awards
| Año  | Premio                           | Categoría                          | Trabajo     | Resultado |
| ---- | -------------------------------- | ---------------------------------- | ----------- | --------- |
| 2022 | Premios de la Crítica Televisiva | Mejor actriz en película/miniserie | The Dropout | Ganador   |

### Golden Globe Awards
| Año  | Premio              | Categoría                             | Trabajo     | Resultado |
| ---- | ------------------- | ------------------------------------- | ----------- | --------- |
| 2020 | Premio Globo de Oro | Mejor actriz de reparto               | Mank        | Nominada  |
| 2022 | Premio Globo de Oro | Mejor actriz de miniserie o telefilme | The Dropout | Ganadora  |

### Primetime Emmy Awards
| Año  | Premio                 | Categoría                             | Trabajo     | Resultado |
| ---- | ---------------------- | ------------------------------------- | ----------- | --------- |
| 2022 | Premios Primetime Emmy | Mejor actriz de miniserie o telefilme | The Dropout | Ganadora  |

### Screen Actors Guild Awards
| Año  | Premio                          | Categoría                                          | Trabajo        | Resultado |
| ---- | ------------------------------- | -------------------------------------------------- | -------------- | --------- |
| 2012 | Premio del Sindicato de Actores | Destacada Actuación por un Reparto en una Película | Los Miserables | Nominada  |
| 2023 | Premio del Sindicato de Actores | Mejor actriz de televisión - Miniserie o telefilme | The Dropout    | Nominada  |

### Satellite Awards
| Año  | Premio            | Categoría                        | Trabajo        | Resultado |
| ---- | ----------------- | -------------------------------- | -------------- | --------- |
| 2012 | Premios Satellite | Mejor reparto en una película    | Los Miserables | Ganadora  |
| 2021 | Premios Satellite | Mejor actriz de reparto en drama | Mank           | Ganadora  |

- (*) Premio compartido con Kathy Baker, Amy Brenneman, Elpidia Carrillo, Glenn Close, Dakota Fanning, Lisa Gay Hamilton, Holly Hunter, Molly Parker, Mary Kay Place, Sydney Tamiia Poitier, Sissy Spacek y Robin Wright.
- (**) Nominación compartida con Kathy Baker, Amy Brenneman, Elpidia Carrillo, Glenn Close, Stephen Dillane, Dakota Fanning, William Fichtner, Lisa Gay Hamilton, Holly Hunter, Jason Isaacs, Joe Mantegna, Ian McShane, Molly Parker, Mary Kay Place, Sydney Tamiia Poitier, Aidan Quinn, Miguel Sandoval, Sissy Spacek y Robin Wright.
- (***) Premios y nominaciones compartidos con Hugh Jackman, Russell Crowe, Anne Hathaway, Eddie Redmayne, Helena Bonham Carter, Sacha Baron Cohen, Samantha Barks, Aaron Tveit, Isabelle Allen y Daniel Huttlestone.